# آيت اسعيد أو عبد الرحمان (آيت يدير)
آيت اسعيد أو عبد الرحمان هو دُوَّار يقع بجماعة ضاية عوا، إقليم إفران، جهة فاس مكناس في المملكة المغربية. ينتمي الدوّار لمشيخة آيت يدير التي تضم 6 دواوير. يقدر عدد سكانه بـ 1225 نسمة حسب الإحصاء الرسمي للسكان والسكنى لسنة 2004.

## وصلات خارجية
- البوابة الوطنية للجماعات الترابية
- المندوبية السامية للتخطيط